# Доживљај филмског дела
Доживљај је естетско осећање које гледалац има у сусрету са уметничким делом. На филму или телевизији, доживљај се изазива драмским и визуелним утисцима који настају тематским развојем радње и стилском оркестрацијом детаља. Доживљај претпоставља кумулативан низ утисака, ритмички градиран и јединствен у оквиру целине. 
Емоционални и мисаони набој преноси се из дела на гледаоца испуњавајући га на тај начин да овај мора одговорити изразивши своје емоције или мисли.
Доживљај је условљен естетском предиспозицијом коју има прималац уметничког дела.
Могуће га је имати и у деловима, независно од целине. 
У психологији је доживљај једноставан или сложен психолошки процес доступан субјективном увиду, опажању и процени. Најједноставнији су они који настају активирањем чулних органа, док су сложени названи перцепцијом. Најсложенији су емотивне природе при доживљавању уметничког дела, љубави и др. У ову категорију најсложенијих спада, дакле, и доживљај филмског дела јер се осим сукцесивних чулних и емотивних утисака, доживљај гледаоца успиње на естетску раван путем низа кумулативних корака, од којих сваки носи посебна обележја, емотивне и мисаоне окидаче, како би гледаоца довео до јединственог одговора, реакције која заокружујуе његов доживљај на дело које посматра.